# Tosca
Tosca là vở nhạc kịch 3 hồi của soạn giả nổi tiếng Giacomo Puccini được viết lời bởi Luigi Illica và Giuseppe Giacosa. Vở kịch được công diễn lần đầu tiên vào ngày 14 tháng 1 năm 1900 tại nhà hát Teatro Costanzi, Rome, dựa trên vở chính kịch mang tên "La Tosca" của nhà soạn kịch người Pháp Victorien Sardou. Vở mêlô "Tosca"’ diễn ra trong khung cảnh thành Romes tháng 6 năm 1800 sau trận Marengo ác liệt.
Tác phẩm là sự kết hợp giữa âm nhạc làm mê đắm cả thế giới của Puccini và những thuật hoạ sống động về đòn tra tấn, ám sát và tự tử, tác phẩm này còn khơi nguồn cho biết bao màn trình diễn khó phai của những ca sĩ opera hàng đầu.
Vào năm 1889, Puccini đã có dịp xem vở kịch của Sardou trong một buổi diễn ở Ý và năm 1895 ông đã có được quyền chuyển vở kịch trên thành vở opera. Công việc biến hoá một vở kịch Pháp với quá nhiều câu thoại dài dòng thành một vở opera Ý súc tích, ngắn gọn mất 4 năm làm việc cùng những tranh cãi không ngừng giữa Puccini và người viết lời. Bất chấp sự lạnh nhạt từ giới phê bình, vở opera vẫn đạt được sự thành công rực rỡ ngay khi vừa ra mắt công chúng.

### Màn 2

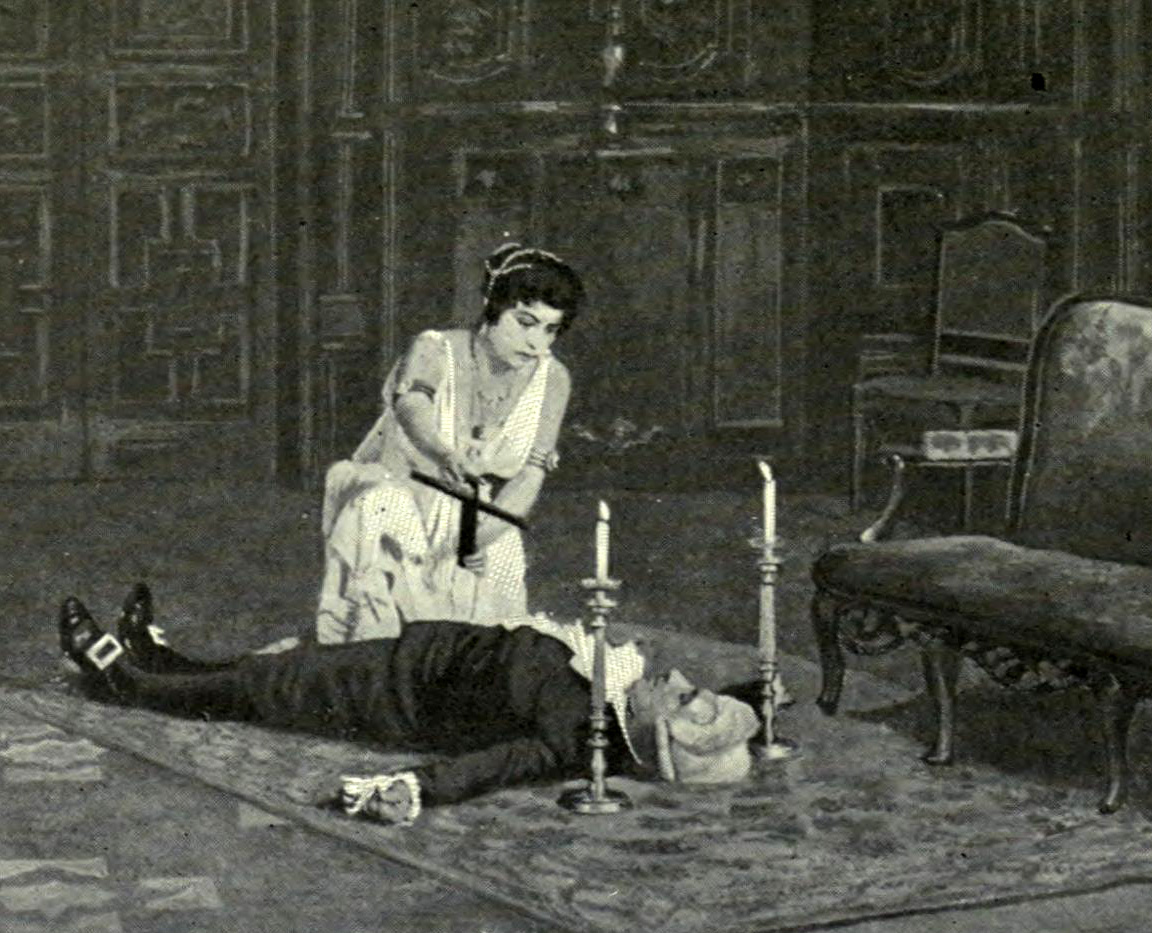
Ảnh chụp sân khấu trong màn 2, vở opera "Tosca" của Puccini